# Würmla
Würmla je městys v Rakousku ve spolkové zemi Dolní Rakousy v okrese Tulln.

## Geografie

### Geografická poloha
Würmla se nachází ve spolkové zemi Dolní Rakousy v regionu Mostviertel. Rozloha území městyse činí 20,44 km², z nichž 18,1 % je zalesněných.

### Části obce
Území městyse Würmla se skládá z patnácti částí (v závorce uveden počet obyvatel k 1. 1. 2015):
- Anzing (79)
- Diendorf (100)
- Egelsee (49)
- Gotthartsberg (11)
- Grub (3)
- Gumperding (48)
- Hankenfeld (84)
- Holzleiten (94)
- Jetzing (14)
- Mittermoos (24)
- Pöding (12)
- Saladorf (77)
- Untermoos (25)
- Waltendorf (94)
- Würmla (585)

### Sousední obce
- na severu: Atzenbrugg, Michelhausen
- na východu: Asperhofen
- na jihu: Neulengbach
- na západu: Perschling

## Politika

### Obecní zastupitelstvo
Obecní zastupitelstvo se skládá z 19 členů. Od komunálních voleb v roce 2015 zastávají následující strany tyto mandáty:
- 13 ÖVP
- 4 PRO WÜRMLA
- 1 FPÖ
- 1 SPÖ

### Starosta
Nynějším starostou městyse Würmla je Anton Priesching ze strany ÖVP.

## Galerie

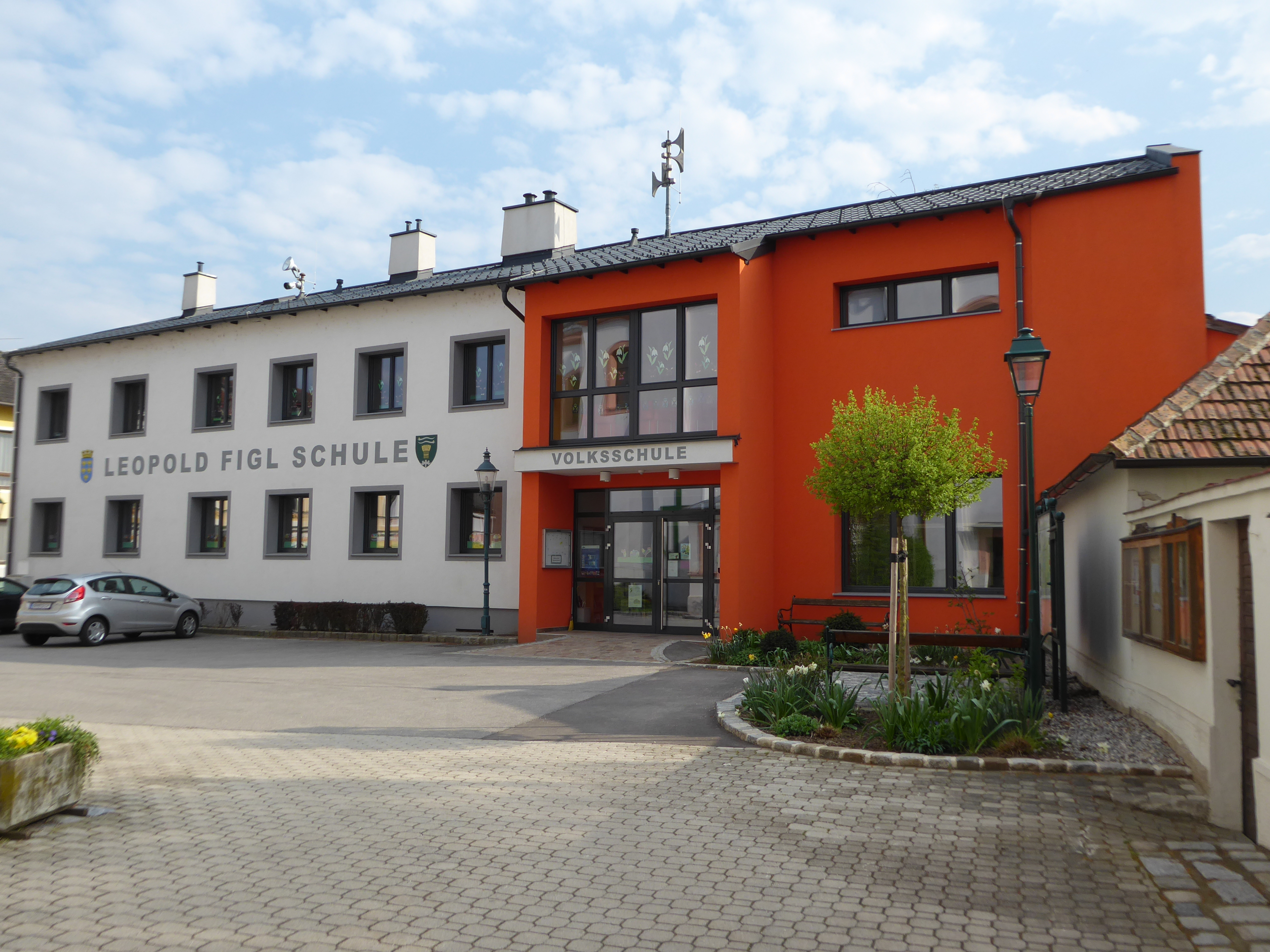
Škola ve Würmle
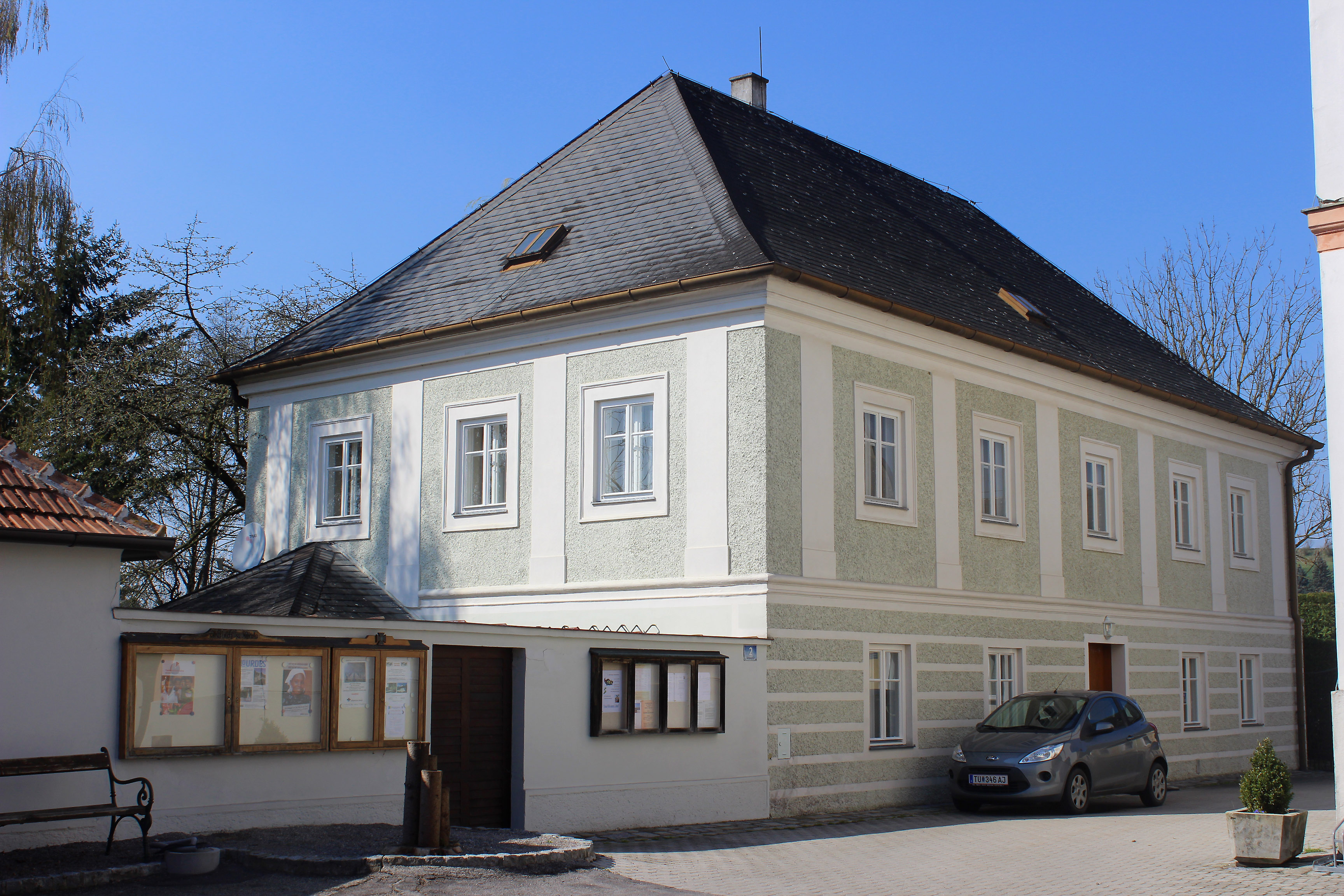
Fara ve Würmle
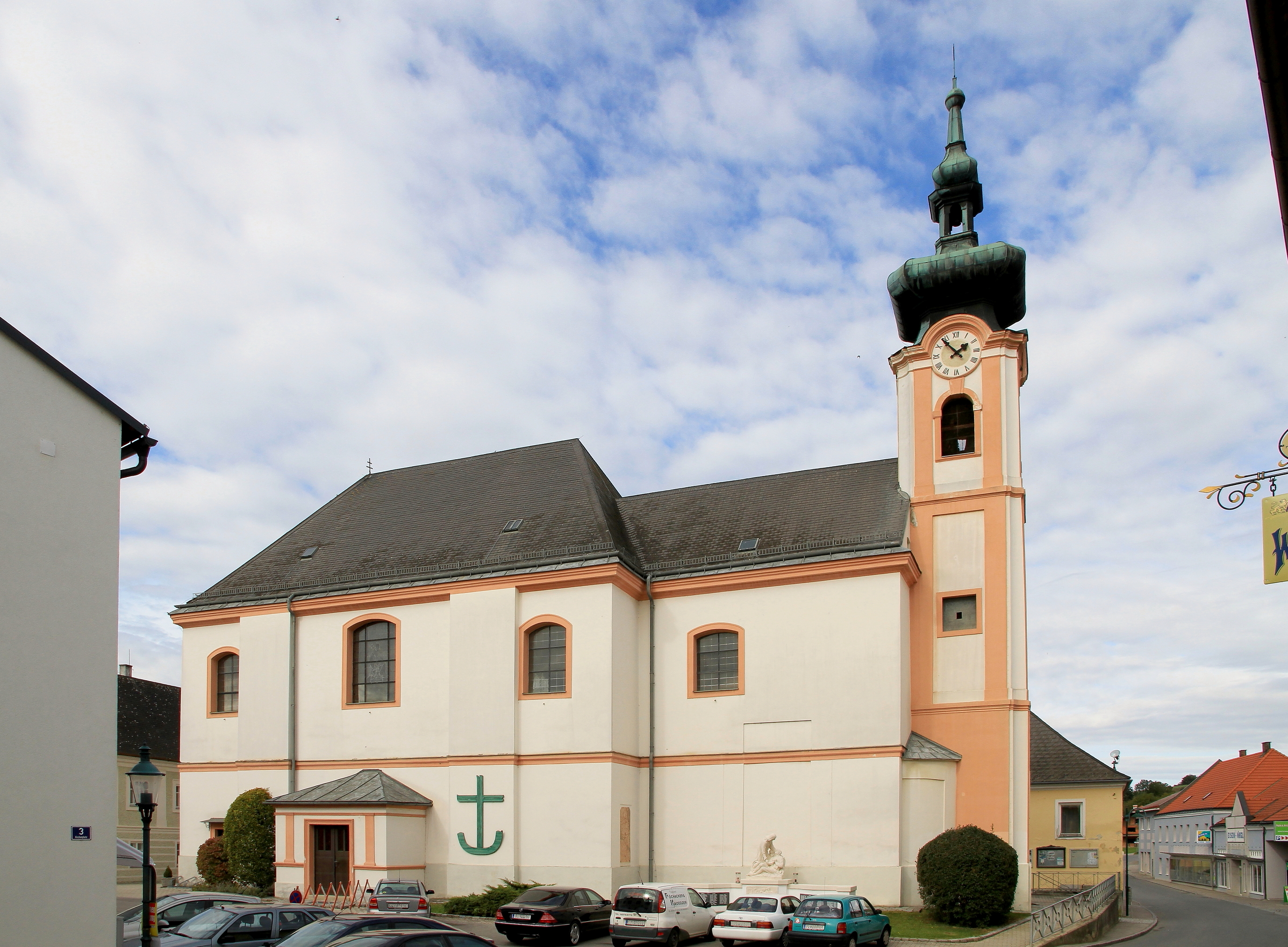
Farní kostel ve Würmle
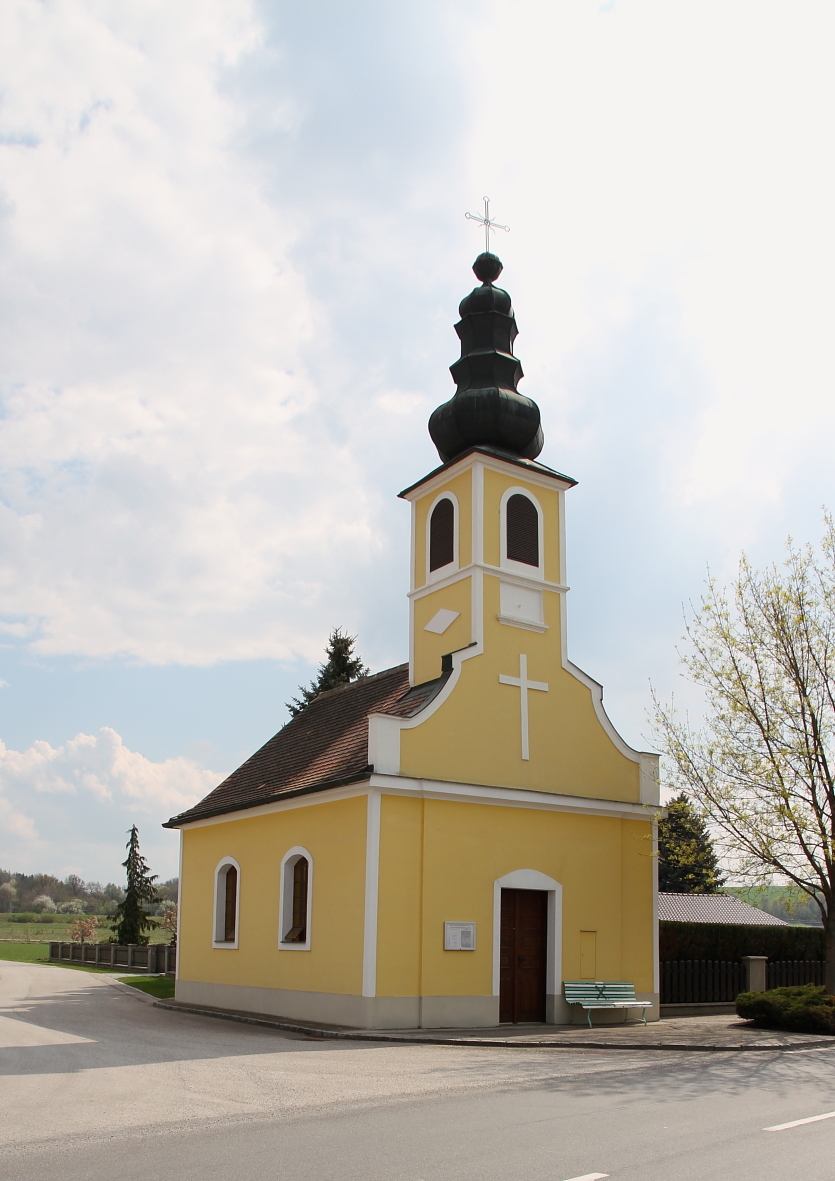
Kaple v Diendorfu
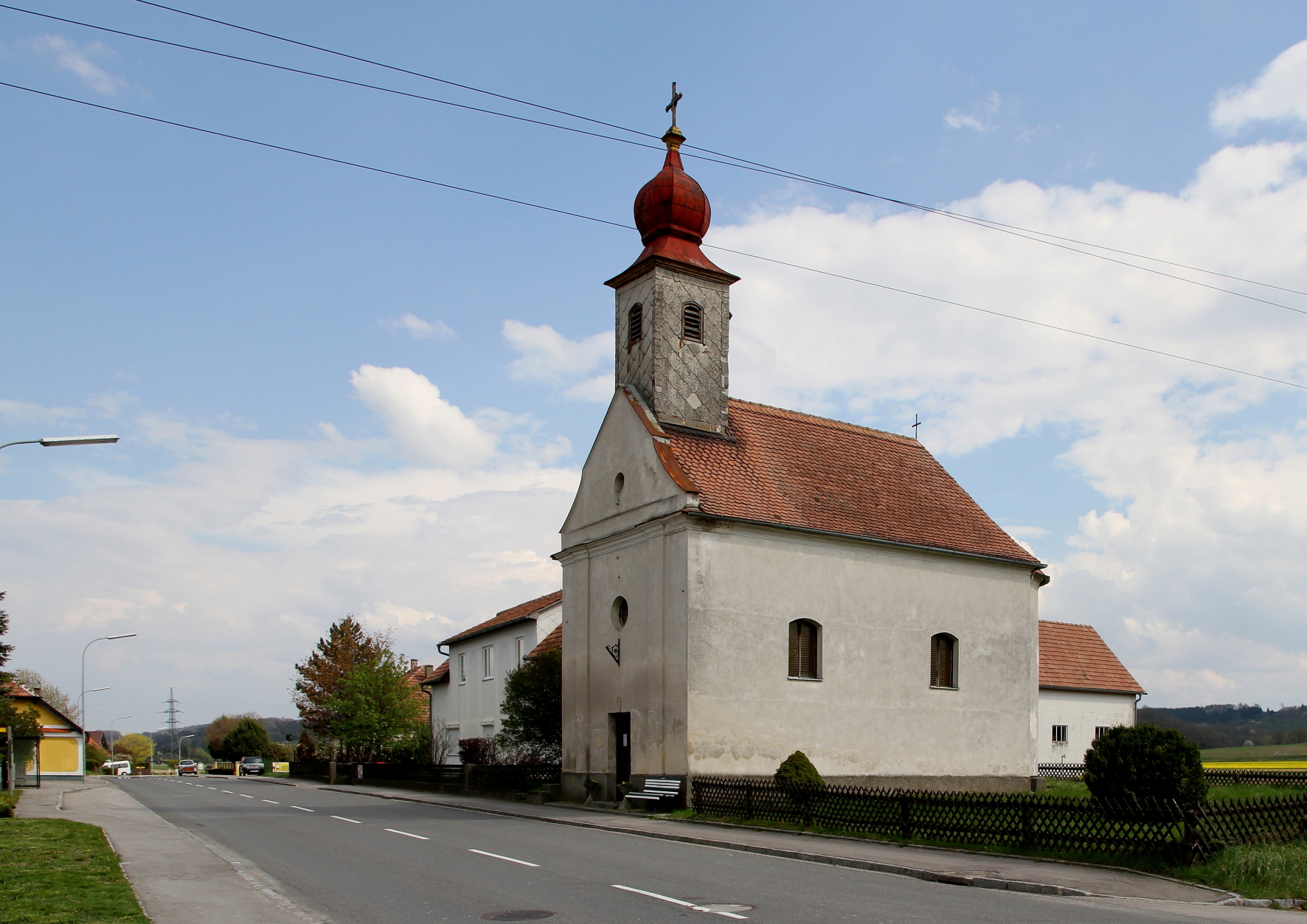
Kaple v Saladorfu